# 雲門文偃
雲門文偃禪師（864年—949年5月10日），俗姓張，浙江嘉興人，是唐末五代时的佛教僧侶。禪宗祖師，為雲門宗始祖。南漢高祖賜號匡真大師。

## 生平
文偃禪師幼年在空王寺志澄律師門下出家，精研戒律。至睦州參謁陳尊宿（道蹤），發明心地，又到福建進入雪峰義存禪師門下。
864年，雪峰義存圓寂後，雲門雲游參學。於911年（南漢乾化元年），至韶州靈樹山，參學於曹溪宗靈樹如敏禪師。如敏住靈樹山，二十年不立首座，一天让人在三門外擊鐘，速速延请首座。衆僧出来迎接，是文偃來到了。文偃在其寺中擔任首座八年，深得靈樹首肯。918年（乾亨二年）靈樹遷化。南漢高祖興兵，前來請教如敏吉凶，但高祖到時，如敏已經過世。門人呈上靈樹如敏在死前一年所寫的書函。高祖啟函，上書：「人天眼目，堂中上座。」高祖於是命韶州刺史何希範按照禪林規定，請雲門繼任靈樹寺住持。:3-7~3-9。919年，文偃開堂說法，傳揚雪峰義存法門，所以後世皆認為他是雲峰傳人。
923年（乾亨七年），在獲得南漢朝廷同意後，文偃率徒眾在雲門山（在今廣東乳源瑤族自治縣北），建立光泰禪院。文偃禪師在此宏傳禪宗，人稱雲門文偃，其宗派稱雲門宗。
938年（大有十一年），文偃奉詔至當時的京城廣州，入宮中說法。獲匡真大師封號。此後多次入宮說法。
南漢中宗即位後，於948年（乾和六年），請文偃入宮說法，赐六铢衣一袭，預賜塔號寶光，院號瑞雲。
949年5月10日（乾和七年四月十日），文偃過世，壽八十六，僧臘六十六。
963年（大寶六年），雄武節度推官阮紹莊夢見文偃指示開塔，奏聞朝廷。南漢後主遣人開塔，將其遺體迎至京城供奉，賜號大慈雲匡聖宏明大師。

## 传记
- 《祖堂集》卷十一
- 《景德傳燈录》卷十九
- 《禅林僧宝传》卷二

## 師承
- 雪峰義存

## 弟子
- 德山缘密
- 雙泉師寬
- 香林澄遠
- 洞山守初
- 白云子祥
- 巴陵顥鑒